# Estatua de Diana de Gales
La estatua de Diana de Gales está ubicada en Sunken Garden, dentro del Palacio de Kensington de Londres. Encargada a petición de sus dos hijos, los príncipes Guillermo y Enrique, en el vigésimo aniversario de su muerte, fue diseñada y ejecutada por el escultor Ian Rank-Broadley y colocada en el nuevo jardín rediseñado por Pip Morrison antes de ser inaugurada como monumento a la princesa en el que habría sido su 60.º cumpleaños, el 1 de julio de 2021.

## Antecedentes
En 2017, los dos hijos de Diana encargaron una estatua de su madre para el Palacio de Kensington para conmemorar el vigésimo aniversario de su muerte, acaecida el 31 de agosto de 1997 en París (Francia). En un comunicado oficial emitido por el Palacio de Kensington, sus hijos expresaron: "Nuestra madre tocó tantas vidas. Esperamos que la estatua ayude a todos los que visiten el Palacio de Kensington a reflexionar sobre su vida y su legado". El dinero se recaudó mediante donaciones públicas, y se dijo que un pequeño comité formado por amigos y asesores cercanos, entre los que se encontraba la hermana mayor de Diana, Sarah McCorquodale, estaba trabajando en el proyecto. En aquel momento, el corresponsal real de la BBC, Peter Hunt, escribió: "Este monumento nacional a la esposa de un futuro rey y madre de otro ha tardado mucho en llegar. La estatua de la Reina Madre se inauguró siete años después de su muerte". Se anunció que Ian Rank-Broadley había recibido el encargo de realizar la estatua de Diana. Su finalización se esperaba inicialmente para 2019.

## Diseño
La estatua fue inaugurada por Guillermo y Enrique el 1 de julio de 2021, en el que habría sido el 60.º cumpleaños de Diana, y la muestra rodeada de tres niños "que representan la universalidad y el impacto generacional de la obra de la Princesa". Está situada en el centro de un extremo del jardín de Palacio, rediseñado por Pip Morrison. Los trabajos de rediseño del jardín comenzaron en 2019; cinco jardineros plantaron más de 4 000 flores individuales, incluidas muchas nomeolvides, la flor favorita de Diana, junto con "rosas ballerina y blush noisette, tulipanes blancos triunfadores y rosa china, lavanda, dalias y guisantes dulces". Un adoquín frente a la estatua contiene un extracto del poema The Measure of a Man, de Wallace Gallaher, utilizado anteriormente en el servicio conmemorativo del décimo aniversario de la muerte de Diana en 2007.

## Recepción
En su reseña, el crítico Jonathan Jones señaló su "horror estético... El realismo plano y cauteloso, suavizado por un vago intento de ser íntimo, hace que sea un pedazo de tontería sin espíritu ni carácter". Lily Waddell, del Evening Standard, la calificó de "hermosa" y dijo que "capturaba a la princesa del pueblo en acción y su bondadoso corazón".
Tristram Fane Saunders, de The Daily Telegraph, criticó la elección del poema para el adoquín, afirmando que el extracto de "un poema que ya era mediocre ha empeorado" al alterar el ritmo y convertir "Para medir el valor / de un hombre como hombre" en "para medir el valor / de esta mujer como mujer".